# Berothimerobius reticulatus
Berothimerobius reticulatus là một loài côn trùng trong họ Berothidae thuộc bộ Neuroptera. Loài này được Monserrat & Deretsky miêu tả năm 1999.